# (5002) Marnix
(5002) Marnix es un asteroide perteneciente al cinturón de asteroides, descubierto el 20 de septiembre de 1987 por Eric Walter Elst desde el Observatorio Astronómico Nacional de Bulgaria, Smolyan, Bulgaria.

## Designación y nombre
Designado provisionalmente como 1987 SS3. Fue nombrado Marnix en honor a Philips van Marnix, alcalde de Amberes durante los años 1583 y 1585, jugó un papel importante durante la defensa de la ciudad contra las tropas españolas.

## Características orbitales
Marnix está situado a una distancia media del Sol de 2,327 ua, pudiendo alejarse hasta 2,806 ua y acercarse hasta 1,849 ua. Su excentricidad es 0,205 y la inclinación orbital 1,592 grados. Emplea 1297 días en completar una órbita alrededor del Sol.

## Características físicas
La magnitud absoluta de Marnix es 13,7. Tiene 4,692 km de diámetro y su albedo se estima en 0,35.